# Llanelli Town Association Football Club
Llanelli Town A.F.C. é um clube de futebol localizado em Llanelli. Disputa a terceira divisão de País de Gales (Welsh Football League Division Two).
Seus jogos são mandados no Stebonheath Park, que possui capacidade para 3.700 espectadores.

## História
O Llanelli Town A.F.C. foi fundado em 1884 e re-fundado em 2013.